# Bataille de Lunalonge
 (janvier 2018).
Si vous disposez d'ouvrages ou d'articles de référence ou si vous connaissez des sites web de qualité traitant du thème abordé ici, merci de compléter l'article en donnant les références utiles à sa vérifiabilité et en les liant à la section « Notes et références ».
Guerre de Cent Ans
Batailles
La bataille de Lunalonge fut une bataille de la guerre de Cent Ans opposant les Français et les Anglo-Gascons, qui se déroula en 1349. Les Anglais eurent l'avantage pendant le jour mais durent de se retirer à pied car les Français avaient capturé l'essentiel de leurs montures. La localisation est encore incertaine mais il semble que la bataille fut livrée près de la ville de Limalonges.

## Préliminaires
La bataille s'inscrit dans une série de raids et d'actions livrés dans l'ouest de la Gascogne pendant l'été 1349. Ainsi, le sénéchal du Poitou, Jean de Lille, fait avancer ses forces vers Lusignan afin d'y assiéger les Anglo-Gascons. Thomas Coke, sénéchal de Gascogne, conduit 500 hommes à cheval en direction de Lusignan afin de soulager la ville mais il est intercepté par Jean de Lille à Lunalonge, ce dernier commandant environ 1500 Français. Les Anglo-Gascons comptent dans leurs rangs le captal de Buch Jean de Grailly, qui se distinguera dans bien d'autres batailles par la suite. Les Français quant à eux ont au sein de leur armée Jean Ier Le Meingre, plus connu sous le nom de Boucicaut et plus tard connétable de France.

## Déroulement de la bataille
Les Français s'approchèrent des Anglais en constituant trois corps de cavalerie. Les Anglo-Gascons se retirèrent sur une petite colline, descendirent de leurs montures et les envoyèrent à l'arrière. Ils décidèrent d'utiliser simplement leurs lances. Les deux premiers corps des Français attaquèrent : l'un frontalement, l'autre encerclant les Anglo-Gascons tout en essayant de les charger. Au cours du combat, 300 Français furent tués et bien plus furent capturés, dont Boucicaut. Finalement, les deux corps français se retirèrent, laissant le troisième corps (qui n'avait pas participé à la bataille) seul. Le troisième corps des Français observa l'ennemi avant de se retirer à la tombée de la nuit. Les Anglo-Gascons attendirent que l'armée française se soit entièrement débandée avant de pouvoir se diriger vers Lusignan avec leurs prisonniers.